# Troilos z Elidy
Troilos z Elidy (gr. Τρωίλος) – starożytny grecki atleta, olimpijczyk.
Był synem Alkinoosa, pochodził z Elidy. Na igrzyskach olimpijskich w 372 roku p.n.e. zdobył podwójny laur, zwyciężając w wyścigach rydwanów zaprzężonych w dwójkę koni oraz w wyścigach rydwanów zaprzężonych w czwórkę źrebców. Zwycięstwo to wywołało jednak kontrowersje, ponieważ Troilos był jednocześnie sędzią (hellanodikiem). Odtąd wydano przepis zabraniający sędziom wystawiania w przyszłości własnych zaprzęgów na igrzyskach.